# Liste der Monuments historiques in Arronville
Die Liste der Monuments historiques in Arronville führt die Monuments historiques in der französischen Gemeinde Arronville auf.

## Liste der Bauwerke
| Bezeichnung                                                        | Beschreibung | Standort              | Kennzeichnung | Schutzstatus | Datum | Bild           |
| ------------------------------------------------------------------ | ------------ | --------------------- | ------------- | ------------ | ----- | -------------- |
| Allée couverte de la côte du Libéra                                |              | Côte du Libéra (Lage) | PA00079982    | Classé       | 1963  | weitere Bilder |
| Château de Balincourt, auch auf dem Gebiet der Gemeinde Menouville | Schloss      | (Lage)                | PA00079983    | Inscrit      | 1989  | weitere Bilder |
| Kirche St-Pierre-St-Paul                                           |              | (Lage)                | PA00079984    | Classé       | 1943  | weitere Bilder |

## Liste der Objekte

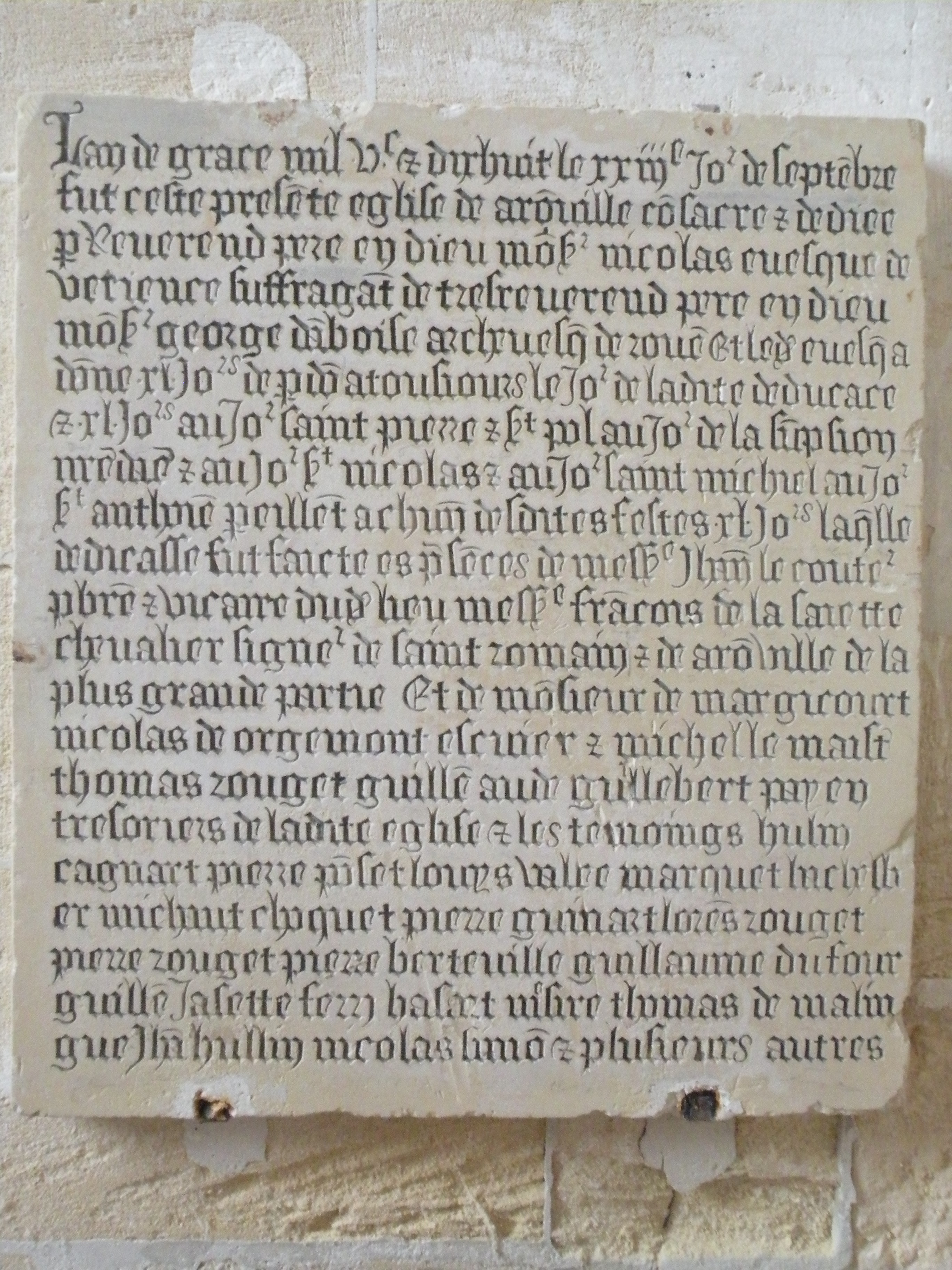
Gedenktafel aus dem Jahr 1518 zur Erinnerung an die Weihe der Kirche St-Pierre-St-Paul

- Monuments historiques (Objekte) in Arronville in der Base Palissy des französischen Kultusministeriums